# Ja’el German
Ja’el German (hebr.: יעל גרמן, ang.: Yael German , ur. 5 sierpnia 1947 w Hajfie) – izraelska polityk, od 2013 poseł do Knesetu. W latach 2013–2014 minister zdrowia.

## Kariera polityczna
W wyborach parlamentarnych w 2013 po raz pierwszy dostała się do izraelskiego parlamentu z listy Jest Przyszłość (Jesz Atid). 18 marca 2013 weszła w skład koalicyjnego rządu Binjamin Netanjahu, z którego zrezygnowała po kryzysie w koalicji i dymisji przewodniczącego Jesz Atid Ja’ira Lapida.
W wyborach 2015 ponownie dostała się do Knestu, zaś w kwietniu 2019 uzyskała reelekcję z koalicyjnej listy Niebiesko-Biali.